# ロングバケーション (サウンド・トラック)
『ロングバケーション　オリジナル・サウンドトラック』は、音楽ユニット・CAGNETが1996年5月28日に発売した同名テレビドラマのサウンドトラック。

## 概要
1996年4月から6月まで放送され、最高視聴率36.7%を記録したフジテレビ系月9ドラマ「ロングバケーション」のサウンドトラック。
本作発売以降、同ドラマのサウンドトラック第2弾・第3弾が3か月連続で発売された（詳細後述）。

## 音楽性
音楽ユニット・CAGNETが制作した楽曲を、CALIN,SECTION-S,Anna McMurphy,AMI,Davidの各アーティストをゲストに迎えて制作された。

## チャート成績
サウンドトラックとしてはオリコンチャート最高2位を記録するヒットとなった。1996年11月末現在の売上は103万枚を記録した。

## 再発盤
2014年6月11日、2017年3月29日の2回、廉価の再発盤がリリースされた。

## 収録曲
作曲・編曲：日向大介,Bud Rizzo（12以外）／日向大介,Bud Rizzo,Natalie Burks,Mitch Marcoulier（12）
作詞：前田たかひろ（2.3.6.9）／David（4.10.11）／Natalie Burks,Mitch Marcoulier（12）
1. Close to You ~ Sena's Piano II／CAGNET
2. Silent Emotion／CALIN
3. Little by Little／SECTION-S
4. Long Vacation／Anna McMurphy
5. Tiny Tale／CAGNET
6. そばにいてよ／AMI
7. Short Wave Radio／CAGNET
8. Noisy Life／SECTION-S
9. Back-Ground／CAGNET
10. To Live and Die／David
11. Deeper and Deeper／Anna McMurphy
12. What will I do／Natalie Burks

## 関連作品
- Section-S／『ロングバケーション』オリジナル・サウンドトラック2〜「ON AND ON〜」（1996年6月26日発売、東芝EMI）[5]
- CAGNET／『ロングバケーション』オリジナル・サウンドトラック3〜「Here We Are Again〜」（1996年7月17日発売、東芝EMI）[6]